# Grégoire XV
Alessandro Ludovisi, né le 9 janvier 1554 à Bologne et décédé le 8 juillet 1623 à Rome, est le 234e évêque de Rome et pape de l'Église catholique.
Élu le 9 février 1621, il prend le nom de Grégoire XV (en latin Gregorius XV, en italien Gregorio XV) en hommage à Grégoire XIII qui l’avait introduit aux affaires ecclésiastiques. Son pontificat qui dure à peine 30 mois n'en demeure pas moins fécond et décisif pour l'organisation interne de l'Église catholique.

## Un pape de transition
Alessandro Ludovisi est élu à l'âge de 66 ans et est déjà très malade.
Ancien élève du Collegio romano des Jésuites, homme instruit, prudent et discret, cet archevêque de Bologne depuis 1612, témoigna une vive reconnaissance à l'égard de ses anciens formateurs. En 1622, il canonisa Ignace de Loyola et François Xavier (avec Thérèse d'Avila, Philippe Néri et Isidore le Laboureur). 
En 1616, il intervint en tant que nonce dans la guerre de succession de Montferrat pour faire respecter le traité d'Asti, signé un an plus tôt, pour rapprocher les deux parties.

## Pontificat
Grégoire XV prit pour collaborateur son jeune neveu Ludovico Ludovisi (1595-1632) qu'il fit cardinal et secrétaire d'État. Celui-ci révéla aussitôt des dons de diplomate et d'organisateur, réglant un différend délicat entre la France de Richelieu et l'Espagne des Habsbourg au sujet de la Valteline.

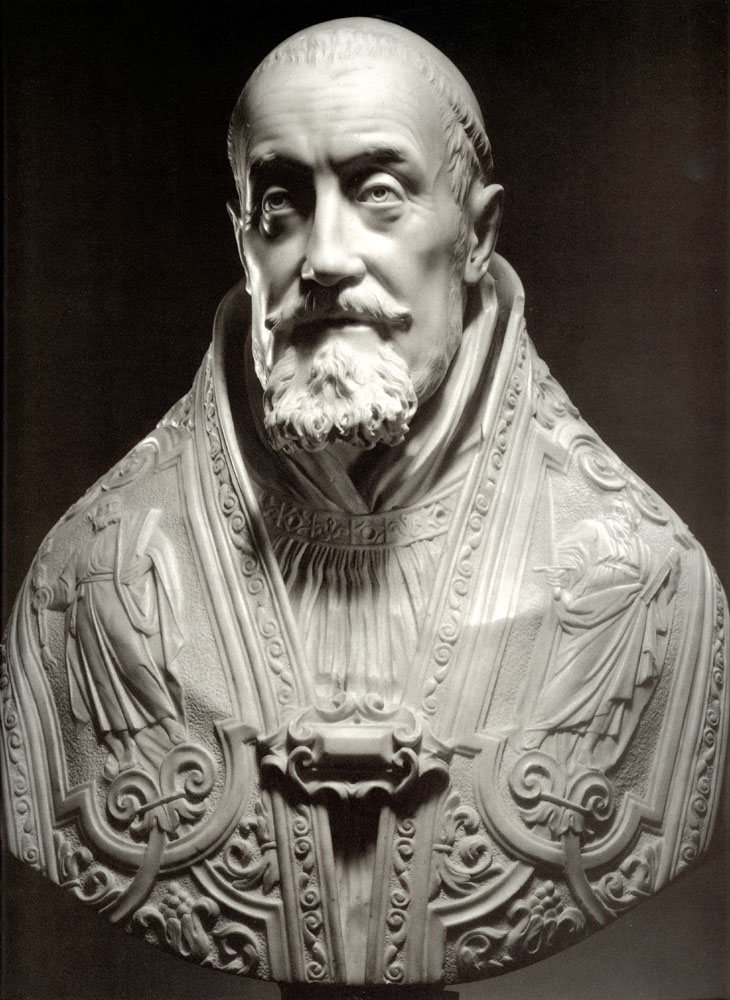
Buste de Grégoire XV par Le Bernin en 1621

Le pape améliora aussi le processus des élections pontificales et créa la congrégation pour la propagation de la Foi (Sacra congregatio de propaganda fide) par la bulle Inscrutabili divinae providentiae le 22 juin 1622. Cette institution constituait le point d'orgue des réformes du Concile de Trente en assurant le suivi des réformes tridentines. L'oncle et le neveu Ludovisi assurèrent le retour de la Bohême et la Moravie hussites à la foi de l'Église catholique.
En soutenant financièrement et politiquement la ligue des princes catholiques fondée par le duc de Bavière Maximilien Ier, il permit à l'empereur Ferdinand II de reconquérir le Palatinat. En remerciement, l'empereur fit don au Saint-Siège de la bibliothèque palatine, la plus riche d'Europe. En 1622, il accorda aux ressortissants Lorrains demeurant à Rome d'une église nationale qui prit le nom de Saint Nicolas des Lorrains.
Enfin, par la bulle du 20 octobre 1622, le pape érigea l'évêché de Paris qui était suffragant de l'Archevêché de Sens, en archevêché, en raison du rôle politique de la ville où résidait le roi et sa cour, également siège d'une cour de justice dont le ressort était étendu. Il lui donna comme suffragants les évêchés de Blois, Chartres, Orléans et Meaux. L'archevêché de Paris valait 200 000 livres de revenu, et était taxé en cour de Rome de 4 283 florins.
Il conféra à l'évêque de Luçon, Armand du Plessis de Richelieu, encore protégé par la reine-mère Marie de Médicis, le chapeau de cardinal.

## Le mécénat

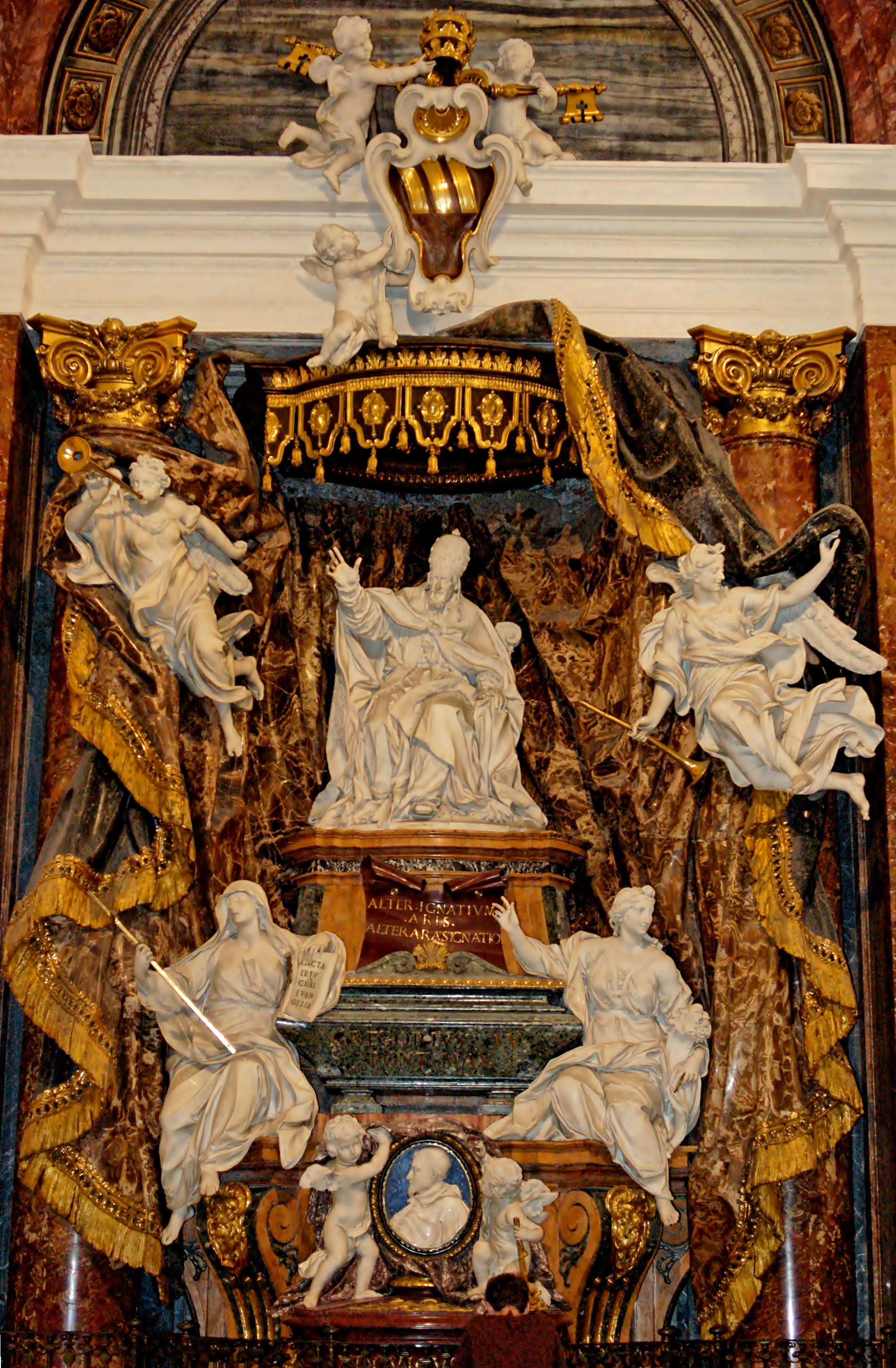
Chapelle Ludovisi et tombe de Grégoire XV à église Saint-Ignace, par Pierre Le Gros le jeune.

Le pape et son cardinal-neveu entamèrent de grands travaux qui ne purent être achevés durant ce bref pontificat : l’église Saint-Ignace confiée aux Jésuites (alors église de l'Université grégorienne), la Villa Ludovisi avec ses magnifiques jardins sur les pentes du Monte Pincio, et le Palais Montecitorio, dû au génie du Bernin, siège actuel de la chambre des députés italienne.
Le pontificat de Grégoire XV s'acheva le 8 juillet 1623 en pleine canicule. Il fut inhumé dans l'église Saint-Ignace. Le conclave qui se réunit à sa mort fut décimé par la malaria.

## Bulles
(liste non exhaustive)
- le 22 juin 1622 : «Inscrutabili divinae providentiae»
- le 4 novembre 1622 : Pourvoit Jean Nicolas de Garnier, abbé de l'Abbaye Notre-Dame de Valsaintes[2].